# Caspar von Eickstedt (Geistlicher)
Caspar von Eickstedt (auch Jasper von Eickstedt und Jaspar von Eickstedt) war ein Geistlicher im Bistum Cammin im 15. Jahrhundert. 
Der Angehörige des pommerschen Adelsgeschlechts Eickstedt wird erstmals 1428 genannt. Von 1434 bis 1436 war er Dekan des Ottenstifts in Stettin.
Von 1440 bis 1456 war er Vizedominus des Bistums Cammin. 
Als Vizedominus hatte er unter anderem die Aufgabe, bei einer Sedisvakanz des Bischofsstuhls die Aufgaben des Bischofs auszuüben. Diese Kompetenzen hat er im Jahre 1446 nach dem Tode von Bischof Siegfried II. Bock bis zur Wahl des neuen Bischofs Henning Iwen ausgeübt.